# Isabel af Brasilien
Isabel af Brasilien (portugisisk: Isabel do Brasil; 29. juni 1846, Rio de Janeiro – 14. november 1921, Eu, Frankrig) var en brasiliansk prinsesse, der var tronfølger i Kejserriget Brasilien fra 1850 til 1889 med titlen Kejserlig Prinsesse af Brasilien (portugisisk: Princesa Imperial do Brasil).
Isabel var datter af kejser Pedro 2. af Brasilien og Teresa af Begge Sicilier. Hun blev tronfølger, efter begge hendes to brødre døde i ung alder. Hun fik tilnavnet Forløserinden (portugisisk: A Redentora), da hun under en periode som regent for sin far i 1888 underskrev dekretet, der afskaffede slaveriet i Brasilien. Efter monarkiet i Brasilien blev afskaffet ved et militærkup i 1889 levede hun i eksil i Frankrig.
Isabel var gift med den franske prins Gaston, greve af Eu, sønnesøn af kong Ludvig-Filip af Frankrig, med hvem hun fik en datter og tre sønner: Prinsesse Luísa Vitória, Prins Pedro de Alcântara, Prins Luís og Prins Antônio Gastão.